# Hóquei no gelo nos Jogos Olímpicos de Inverno de 1992
O torneio de hóquei no gelo nos Jogos Olímpicos de Inverno de 1992 foi disputado por doze equipes masculinas entre 8 e 22 de fevereiro no Méribel Ice Palace em Méribel, uma estação de esqui localizada a 45 quilômetros da cidade-sede dos Jogos, Albertville.
O formato de disputa do torneio olímpico sofreu alterações com relação as edições anteriores, embora o número de equipes participantes tenha sido mantido. As doze equipes qualificadas dividiram-se em dois grupos de seis na primeira fase, onde se enfrentaram dentro dos grupos. As quatro equipes com o maior número de pontos em cada grupo avançaram para as quartas-de-final, onde a partir de então se enfrentaram em jogos eliminatórios até se chegar aos dois finalistas. As equipes eliminadas na primeira fase fizeram jogos de consolação no mesmo formato, apenas para definir a posição final.
A Equipe Unificada, formada por atletas das nações que compunham a ex-União Soviética após sua dissolução, conquistaram a medalha de ouro ao superarem o Canadá na final por 3 a 1. Na disputa pela medalha de bronze a Checoslováquia superou os Estados Unidos por 6 a 1.

## Medalhistas
|  | EUN Equipa Unificada |  | CAN Canadá |  | TCH Checoslováquia |
|  | Sergey Bautin Igor Boldin Nikolay Borshchevsky Vyacheslav Butsayev Vyacheslav Bykov Yevgeny Davydov Darius Kasparaitis Yury Khmylyov Andrey Khomutov Andrey Kovalenko Aleksey Kovalyov Igor Kravchuk Vladimir Malakhov Dmitry Mironov Sergey Petrenko Vitaly Prokhorov Mikhail Shtalenkov Andrey Trefilov Aleksey Zhamnov Dmitry Yushkevich Aleksey Zhitnik Sergey Zubov |  | Dave Archibald Todd Brost Sean Burke Kevin Dahl Curt Giles Dave Hannan Gordon Hynes Fabian Joseph Joe Juneau Trevor Kidd Patrick Lebeau Chris Lindberg Eric Lindros Kent Manderville Adrian Plavsic Dan Ratushny Brad Schlegel Wally Schreiber Randy Smith Dave Tippett Brian Tutt Jason Wooley |  | Patrik Augusta Petr Bříza Leo Gudas Miloslav Hořava Petr Hrbek Otakar Janecký Tomáš Jelínek Drahomír Kadlec Kamil Kašťák Robert Lang Igor Liba Ladislav Lubina František Procházka Petr Rosol Bedřich Ščerban Jiří Šlégr Richard Šmehlík Róbert Švehla Oldřich Svoboda Radek Ťoupal Peter Veselovský Richard Žemlička |

## Primeira fase

### Grupo A
| Equipe             | Pts | J | V | E | D | GP | GC |
| ------------------ | --- | - | - | - | - | -- | -- |
| USA Estados Unidos | 9   | 5 | 4 | 1 | 0 | 18 | 7  |
| SWE Suécia         | 8   | 5 | 3 | 2 | 0 | 22 | 11 |
| FIN Finlândia      | 7   | 5 | 3 | 1 | 1 | 22 | 11 |
| GER Alemanha       | 4   | 5 | 2 | 0 | 3 | 11 | 12 |
| ITA Itália         | 2   | 5 | 1 | 0 | 4 | 18 | 24 |
| POL Polônia        | 0   | 5 | 0 | 0 | 5 | 4  | 30 |

| 9 de fevereiro  | SWE Suécia         | 7-2 (2-1, 3-0, 2-1) | POL Polônia        |
| 9 de fevereiro  | FIN Finlândia      | 5-1 (1-0, 2-0, 2-0) | GER Alemanha       |
| 9 de fevereiro  | USA Estados Unidos | 6-3 (2-1, 0-2, 4-0) | ITA Itália         |
| 11 de fevereiro | FIN Finlândia      | 9-1 (4-0, 1-0, 4-1) | POL Polônia        |
| 11 de fevereiro | USA Estados Unidos | 2-0 (0-0, 1-0, 1-0) | GER Alemanha       |
| 11 de fevereiro | SWE Suécia         | 7-3 (2-0, 4-1, 1-2) | ITA Itália         |
| 13 de fevereiro | ITA Itália         | 7-1 (5-1, 1-0, 1-0) | POL Polônia        |
| 13 de fevereiro | USA Estados Unidos | 4-1 (1-0, 1-1, 2-0) | FIN Finlândia      |
| 13 de fevereiro | SWE Suécia         | 3-1 (3-1, 0-0, 0-0) | GER Alemanha       |
| 15 de fevereiro | GER Alemanha       | 5-2 (2-0, 0-2, 3-0) | ITA Itália         |
| 15 de fevereiro | SWE Suécia         | 2-2 (1-0, 0-1, 1-1) | FIN Finlândia      |
| 15 de fevereiro | USA Estados Unidos | 3-0 (0-0, 2-0, 1-0) | POL Polônia        |
| 17 de fevereiro | GER Alemanha       | 4-0 (1-0, 1-0, 2-0) | POL Polônia        |
| 17 de fevereiro | FIN Finlândia      | 5-3 (3-0, 0-1, 2-2) | ITA Itália         |
| 17 de fevereiro | SWE Suécia         | 3-3 (0-1, 0-1, 3-1) | USA Estados Unidos |

### Grupo B
| Equipe               | Pts | J | V | E | D | GP | GC | CD               |
| -------------------- | --- | - | - | - | - | -- | -- | ---------------- |
| EUN Equipa Unificada | 8   | 5 | 4 | 0 | 1 | 32 | 10 | 5-4 CAN, 3-4 TCH |
| CAN Canadá           | 8   | 5 | 4 | 0 | 1 | 28 | 9  | 5-1 TCH, 4-5 EUN |
| TCH Checoslováquia   | 8   | 5 | 4 | 0 | 1 | 25 | 15 | 4-3 EUN, 1-5 TCH |
| FRA França           | 4   | 5 | 2 | 0 | 3 | 14 | 22 |                  |
| SUI Suíça            | 2   | 5 | 1 | 0 | 4 | 13 | 25 |                  |
| NOR Noruega          | 0   | 5 | 0 | 0 | 5 | 7  | 38 |                  |

| 8 de fevereiro  | FRA França           | 2-3 (1-1, 0-2, 1-0)  | CAN Canadá           |
| 8 de fevereiro  | TCH Checoslováquia   | 10-1 (4-0, 5-1, 1-0) | NOR Noruega          |
| 8 de fevereiro  | EUN Equipa Unificada | 8-1 (3-0, 3-0, 2-1)  | SUI Suíça            |
| 10 de fevereiro | EUN Equipa Unificada | 8-1 (3-0, 2-0, 3-1)  | NOR Noruega          |
| 10 de fevereiro | FRA França           | 4-6 (2-0, 1-4, 1-2)  | TCH Checoslováquia   |
| 10 de fevereiro | CAN Canadá           | 6-1 (1-0, 4-0, 1-1)  | SUI Suíça            |
| 12 de fevereiro | CAN Canadá           | 10-0 (3-0, 3-0, 4-0) | NOR Noruega          |
| 12 de fevereiro | FRA França           | 4-3 (1-2, 2-1, 1-0)  | SUI Suíça            |
| 12 de fevereiro | EUN Equipa Unificada | 3-4 (1-2, 1-0, 1-2)  | TCH Checoslováquia   |
| 14 de fevereiro | FRA França           | 0-8 (0-2, 0-4, 0-2)  | EUN Equipa Unificada |
| 14 de fevereiro | SUI Suíça            | 6-3 (0-1, 1-1, 5-1)  | NOR Noruega          |
| 14 de fevereiro | CAN Canadá           | 5-1 (1-0, 2-1, 2-0)  | TCH Checoslováquia   |
| 16 de fevereiro | FRA França           | 4-2 (1-0, 0-0, 3-2)  | NOR Noruega          |
| 16 de fevereiro | TCH Checoslováquia   | 4-2 (1-1, 1-1, 2-0)  | SUI Suíça            |
| 16 de fevereiro | EUN Equipa Unificada | 5-4 (3-2, 1-0, 1-2)  | CAN Canadá           |

## Fase final
|  | Quartas-de-final     | Quartas-de-final     |                      |                    | Semifinais                   | Semifinais                   |  |  | Disputa da medalha de ouro | Disputa da medalha de ouro |
|  |                      |                      |                      |                    |                              |                              |  |  |                            |                            |
|  | 18 de fevereiro      |                      |                      |                    |                              |                              |  |  |                            |                            |
|  |                      |                      |                      |                    |                              |                              |  |  |                            |                            |
|  | USA Estados Unidos   | 4                    |                      |                    |                              |                              |  |  |                            |                            |
|  | USA Estados Unidos   | 4                    | 21 de fevereiro      |                    |                              |                              |  |  |                            |                            |
|  | FRA França           | 1                    |                      |                    |                              |                              |  |  |                            |                            |
|  | FRA França           | 1                    | USA Estados Unidos   | 2                  |                              |                              |  |  |                            |                            |
|  | 19 de fevereiro      |                      | USA Estados Unidos   | 2                  |                              |                              |  |  |                            |                            |
|  |                      | EUN Equipa Unificada | 5                    |                    |                              |                              |  |  |                            |                            |
|  | EUN Equipa Unificada | EUN Equipa Unificada | 5                    | 6                  |                              |                              |  |  |                            |                            |
|  | EUN Equipa Unificada |                      | 23 de fevereiro      | 6                  |                              |                              |  |  |                            |                            |
|  | FIN Finlândia        | 1                    |                      |                    |                              |                              |  |  |                            |                            |
|  | FIN Finlândia        | 1                    | EUN Equipa Unificada | 3                  |                              |                              |  |  |                            |                            |
|  | 18 de fevereiro      |                      | EUN Equipa Unificada | 3                  |                              |                              |  |  |                            |                            |
|  |                      | CAN Canadá           | 1                    |                    |                              |                              |  |  |                            |                            |
|  | CAN Canadá           | CAN Canadá           | 1                    | 3 (3)              |                              |                              |  |  |                            |                            |
|  | CAN Canadá           | 21 de fevereiro      |                      | 3 (3)              |                              |                              |  |  |                            |                            |
|  | GER Alemanha         | 3 (2)                |                      |                    |                              |                              |  |  |                            |                            |
|  | GER Alemanha         | 3 (2)                | CAN Canadá           | 4                  | Disputa da medalha de bronze | Disputa da medalha de bronze |  |  |                            |                            |
|  | 19 de fevereiro      |                      | CAN Canadá           | 4                  | Disputa da medalha de bronze | Disputa da medalha de bronze |  |  |                            |                            |
|  |                      | TCH Checoslováquia   | 2                    |                    |                              |                              |  |  |                            |                            |
|  | TCH Checoslováquia   | TCH Checoslováquia   | 2                    | 3                  | USA Estados Unidos           | 1                            |  |  |                            |                            |
|  | TCH Checoslováquia   |                      |                      | 3                  | USA Estados Unidos           | 1                            |  |  |                            |                            |
|  | SWE Suécia           | 1                    |                      | TCH Checoslováquia | 6                            |                              |  |  |                            |                            |
|  | SWE Suécia           | 1                    |                      |                    | 6                            |                              |  |  |                            |                            |
|  |                      |                      |                      |                    |                              |                              |  |  | 22 de fevereiro            |                            |
|  |                      |                      |                      |                    |                              |                              |  |  |                            |                            |

### Classificação 9º-12º lugar
|  | Semifinais      | Semifinais      |   |                 | Disputa do 9º e 10º lugar  | Disputa do 9º e 10º lugar |  |
|  |                 |                 |   |                 |                            |                           |  |
|  | 18 de fevereiro |                 |   |                 |                            |                           |  |
|  | ITA Itália      | 3               |   |                 |                            |                           |  |
|  | NOR Noruega     | 5               |   |                 |                            |                           |  |
|  |                 |                 |   |                 |                            |                           |  |
|  |                 |                 |   |                 | 21 de fevereiro            |                           |  |
|  |                 |                 |   |                 | NOR Noruega                | 5                         |  |
|  |                 | SUI Suíça       | 2 |                 |                            |                           |  |
|  |                 |                 |   |                 |                            |                           |  |
|  |                 |                 |   |                 |                            |                           |  |
|  |                 |                 |   |                 | Disputa do 11º e 12º lugar |                           |  |
|  | 19 de fevereiro | 19 de fevereiro |   | 20 de fevereiro | 20 de fevereiro            |                           |  |
|  | SUI Suíça       | 7               |   | ITA Itália      | 1                          |                           |  |
|  | POL Polônia     | 2               |   |                 | POL Polônia                | 4                         |  |

| 18 de fevereiro | ITA Itália | 3-5 (1-1, 1-2, 1-2) | NOR Noruega |
| 19 de fevereiro | SUI Suíça  | 7-2 (1-0, 2-2, 4-0) | POL Polônia |

Disputa pelo 11º lugar
| 20 de fevereiro | ITA Itália | 1-4 (0-3, 1-0, 0-1) | POL Polônia |

Disputa pelo 9º lugar
| 21 de fevereiro | SUI Suíça | 2-5 (0-2, 1-0, 1-3) | NOR Noruega |

### Quartas-de-final
| 18 de fevereiro | CAN Canadá           | 4-3 (pro) (1-2, 1-0, 1-1, 0-0, 1-0) | GER Alemanha       |
| 18 de fevereiro | FRA França           | 1-4 (1-0, 0-3, 0-1)                 | USA Estados Unidos |
| 19 de fevereiro | EUN Equipa Unificada | 6-1 (2-1, 2-0, 2-0)                 | FIN Finlândia      |
| 19 de fevereiro | SWE Suécia           | 1-3 (1-1, 0-0, 0-2)                 | TCH Checoslováquia |

### Classificação 5º-8º lugar
|  | Semifinais      | Semifinais      |   |                 | Disputa do 5º e 6º lugar | Disputa do 5º e 6º lugar |  |
|  |                 |                 |   |                 |                          |                          |  |
|  | 20 de fevereiro |                 |   |                 |                          |                          |  |
|  | FRA França      | 4               |   |                 |                          |                          |  |
|  | GER Alemanha    | 5               |   |                 |                          |                          |  |
|  |                 |                 |   |                 |                          |                          |  |
|  |                 |                 |   |                 | 22 de fevereiro          |                          |  |
|  |                 |                 |   |                 | GER Alemanha             | 3                        |  |
|  |                 | SWE Suécia      | 4 |                 |                          |                          |  |
|  |                 |                 |   |                 |                          |                          |  |
|  |                 |                 |   |                 |                          |                          |  |
|  |                 |                 |   |                 | Disputa do 7º e 8º lugar |                          |  |
|  | 20 de fevereiro | 20 de fevereiro |   | 22 de fevereiro | 22 de fevereiro          |                          |  |
|  | SWE Suécia      | 3               |   | FRA França      | 1                        |                          |  |
|  | FIN Finlândia   | 2               |   |                 | FIN Finlândia            | 4                        |  |

| 20 de fevereiro | FRA França | 4-5 (0-1, 3-3, 1-1) | GER Alemanha  |
| 20 de fevereiro | SWE Suécia | 3-2 (2-0, 1-1, 0-1) | FIN Finlândia |

Disputa pelo 7º lugar
| 22 de fevereiro | FRA França | 1-4 (0-0, 0-2, 1-2) | FIN Finlândia |

Disputa pelo 5º lugar
| 22 de fevereiro | SWE Suécia | 4-3 (0-2, 1-0, 3-1) | GER Alemanha |

### Semifinais
| 21 de fevereiro | EUN Equipa Unificada | 5-2 (2-1, 0-1, 3-0) | USA Estados Unidos |
| 21 de fevereiro | CAN Canadá           | 4-2 (2-1, 0-1, 2-0) | TCH Checoslováquia |

### Disputa pelo bronze
| 22 de fevereiro | TCH Checoslováquia | 6-1 (2-0, 1-0, 3-1) | USA Estados Unidos |

### Final
| 23 de fevereiro | EUN Equipa Unificada | 3-1 (0-0, 0-0, 3-1) | CAN Canadá |

## Classificação final
| Pos.   | Equipe               |
| ------ | -------------------- |
| Ouro   | EUN Equipa Unificada |
| Prata  | CAN Canadá           |
| Bronze | TCH Checoslováquia   |
| 4      | USA Estados Unidos   |
| 5      | SWE Suécia           |
| 6      | GER Alemanha         |
| 7      | FIN Finlândia        |
| 8      | FRA França           |
| 9      | NOR Noruega          |
| 10     | SUI Suíça            |
| 11     | POL Polônia          |
| 12     | ITA Itália           |